# Nelson Shin
Nelson Shin (Hangul: 신능균, Hanja: 申奈舜, RR: Neungpa Shin; Pyongsan, Hwanghae, Corea japonesa, 1939) és un director d'animació coreà. Des del 1985 és el fundador i president d'Akom Production Co., Ltd., a Seül, Corea del Sud.
Als anys setanta, Shin va treballar com a animador a DePatie-Freleng Enterprises i Marvel Productions, on va treballar a les pel·lícules Pink Panther i Spider-Man and His Amazing Friends. Mentre era a DFE, també va contribuir a l'animació de les fulles del sabre làser a la primera entrega de la Guerra de les Galàxies.
Gran part de l'animació que ha produït l'estudi de Shin ha estat per a sèries de televisió nord-americanes. Alguns dels crèdits d’Akom són: The Simpsons, Batman: The Animated Series, X-Men, Invasion America i Arthur. La realització més coneguda de Shin és la direcció de la sèrie de televisió The Transformers i The Transformers: The Movie. Shin també va dirigir la primera temporada de la sèrie de televisió d'animació canadenca, Toad Patrol.
A partir del 1999, Shin va treballar en el llargmetratge d'animació Empress Chung. La pel·lícula es va animar en gran part a Corea del Nord i, a l'agost del 2005, es va convertir en la primera pel·lícula que es va estrenar simultàniament a Corea del Nord i del Sud.
El 2009 va ser elegit president de l'Associació Internacional de Cinema d'Animació, càrrec que va ocupar fins al 2012.